# Stamsried
Stamsried är en köping (Markt) i Landkreis Cham i Regierungsbezirk Oberpfalz i förbundslandet Bayern i Tyskland.
Köpingen ingår i kommunalförbundet Stamsried tillsammans med kommunen Pösing.